# Южный Кенсингтон (станция метро)
«Южный Кенсингтон» (англ. South Kensington) — станция лондонского метрополитена. На станции останавливаются поезда трёх линий: «Дистрикт», Кольцевой и «Пикадилли». Относится к первой тарифной зоне.

## Общие сведения
Станция состоит из двух частей: наземной и подземной. Подземные платформы обслуживаются поездами линии Пикадилли, наземные — поездами двух остальных.
От станции на север проходит пешеходный тоннель, открытый в 1885 году и ведущий под улицей Эксибишен-роуд к музеям Виктории и Альберта, Естественной истории и Науки.

## История
Наземная часть открыта 24 декабря 1868 года. Спустя 38 лет, в 1906 году, открыта подземная часть станции.
Оригинальная станция спроектирована инженером Джоном Фаулером.
Неиспользуемый западный туннель использовался во время Первой мировой войны для хранения произведений искусства из Музея Виктории и Альберта и фарфора из Букингемского дворца, а с 1927 по 1939 год использовался как место проведения учений. Во время Второй мировой войны на станции находилось оборудование для обнаружения бомб, упавших в реку Темзу, для предотвращения закрытия аварийных шлюзов в туннелях под рекой.

## В искусстве
«Южный Кенсингтон» — одна из двух станций метро (другая — «Слоун-сквер»), упомянутых в партии «Когда ты лежишь без сна» из оперетты «Иоланта» Гилберта и Салливана.

## Иллюстрации

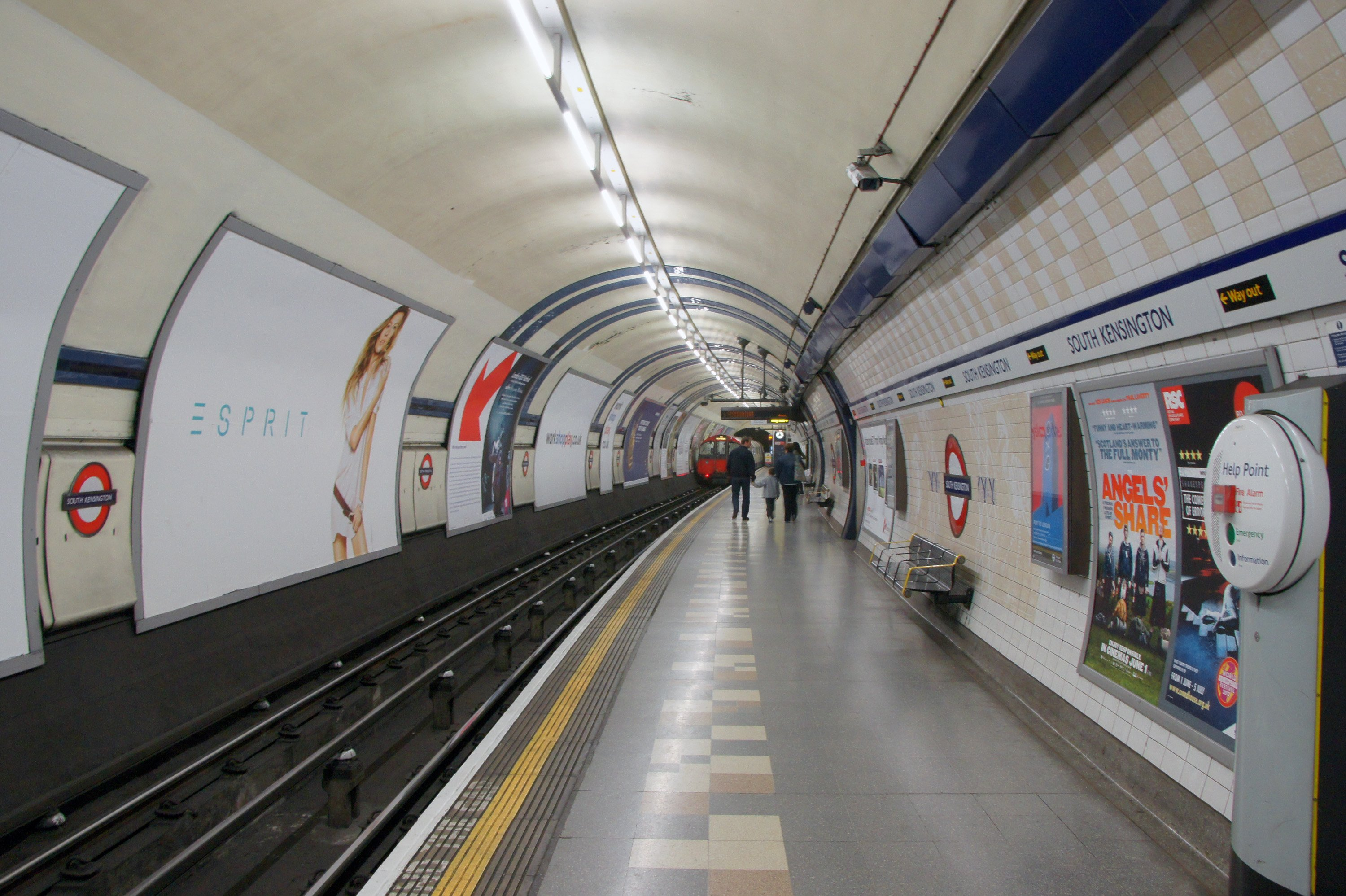
Подземная часть станции
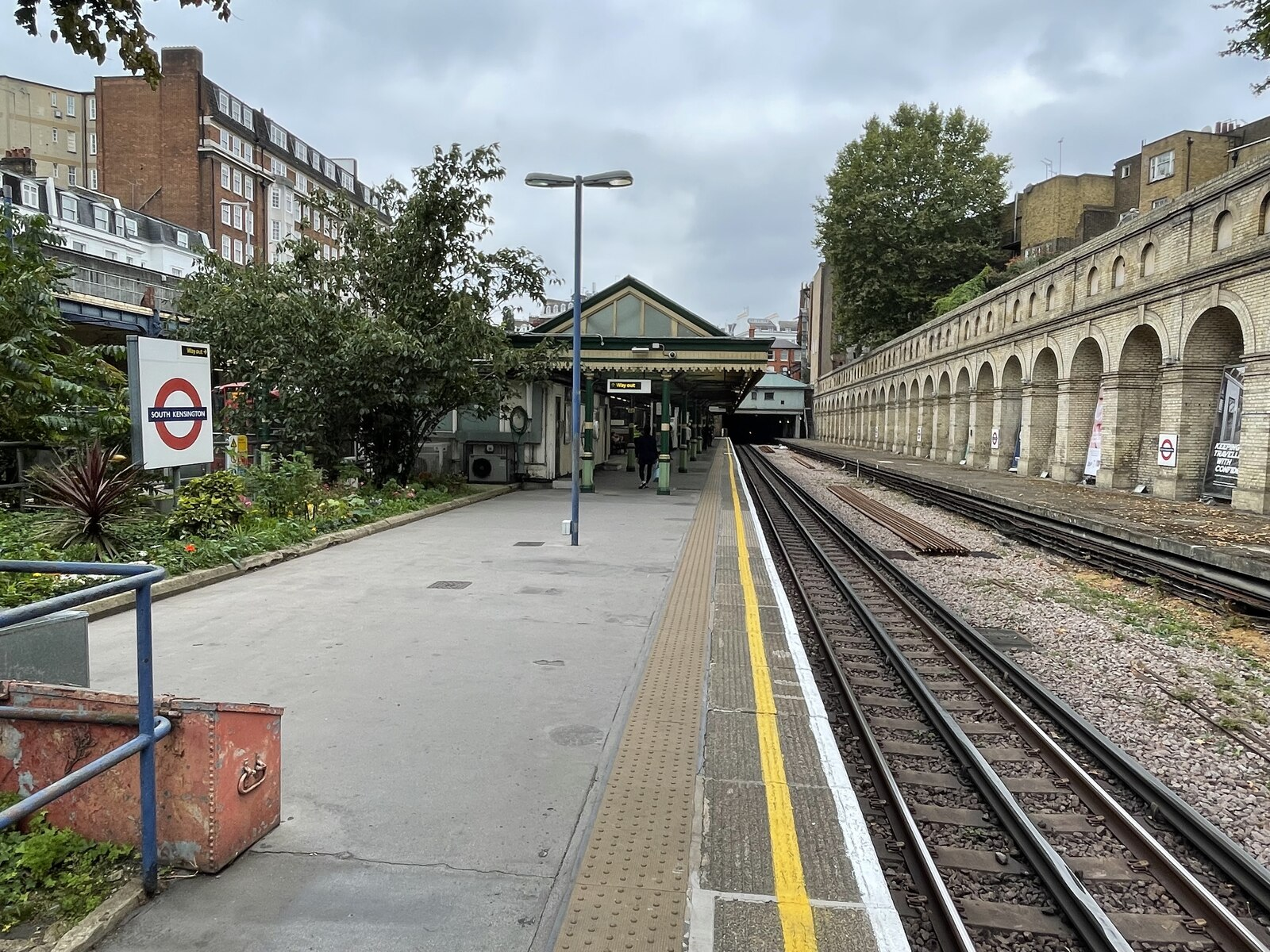
Наземная часть станции
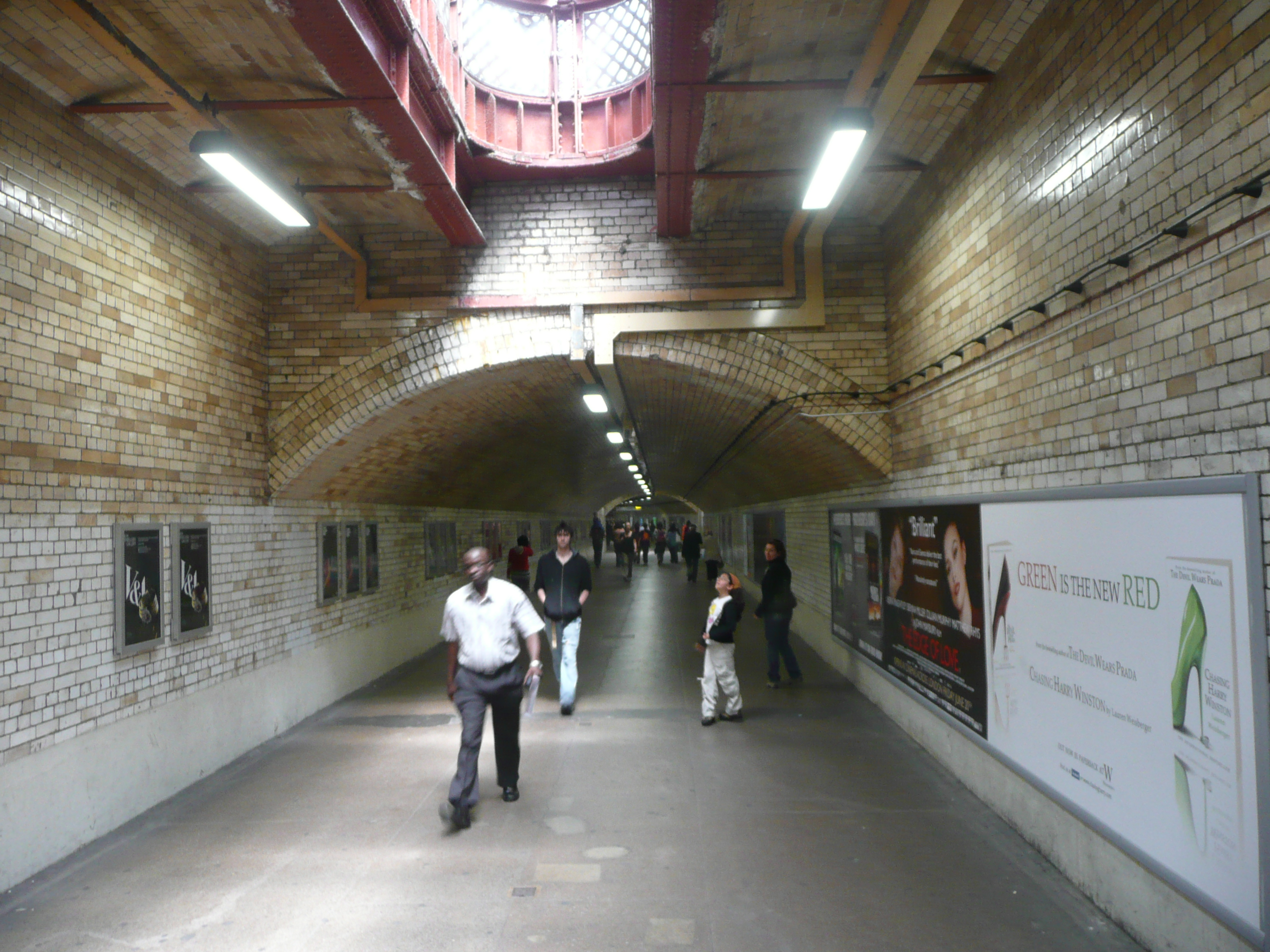
Пешеходный тоннель, ведущий к музеям